# Indústria do entretenimento
A indústria do entretenimento (também chamada pela expressão da língua inglesa show business, abreviado para show biz) refere-se a várias esferas que envolvem as artes performáticas, de seu lado financeiro (incluindo empresários, produtores e distribuidores), ao criativo (artistas, compositores e músicos, entre outros), passando também pelo estrutural (cinema, televisão, teatro e música).
O termo "show business" foi dicionarizado em português com o significado de "indústria do entretenimento".
O mercado global de mídia e entretenimento (M&E), incluindo cinema, programas de televisão e publicidade, streaming de mídia, música, transmissão, rádio, publicação de livros, videogames e serviços e produtos associados, foi avaliado em US$ 1,72 trilhão em 2015, US$ 1,9 trilhão em 2016 e em 2020 e US$ 2,8 trilhões em 2023. Cerca de um terço desse total (US$ 735 bilhões em 2017) corresponde à indústria do entretenimento dos Estados Unidos, o maior mercado de M&E do mundo.

## Indústrias do setor
Além de ser um grande negócio nos EUA, a indústria do entretenimento também está presente em todas as culturas. Embora reis, governantes e pessoas poderosas sempre tenham pago por entretenimento para si e, em muitos casos, para o público, as pessoas geralmente criavam seu próprio entretenimento ou, quando possível, assistiam a uma apresentação ao vivo. Avanços tecnológicos no século XX, especialmente na área de mídia de massa, permitiram que o entretenimento fosse produzido independentemente do público, embalado e vendido comercialmente por uma indústria do entretenimento. Às vezes referido como show business, esse setor baseia-se em modelos de negócio para produzir, comercializar, transmitir ou distribuir suas formas tradicionais, incluindo espetáculos de todos os tipos. A indústria tornou-se tão sofisticada que sua economia se desenvolveu como uma área separada de estudo acadêmico.
A indústria cinematográfica faz parte da indústria do entretenimento. Seus componentes incluem as indústrias de Hollywood e Bollywood, bem como os cinemas do Reino Unido e os cinemas europeus, incluindo França, Alemanha, Espanha, Itália e outros.
A indústria do sexo também faz parte da indústria do entretenimento, aplicando as mesmas formas e mídias (por exemplo, cinema, livros, dança e outras performances) para o desenvolvimento, comercialização e venda de produtos sexuais de maneira comercial.
Os parques de diversões entretêm visitantes pagantes com atrações, como montanha-russas, ferrovia em miniaturas, atrações aquáticas e dark rides, além de outros eventos e atrações associadas. Os parques são construídos em grandes áreas subdivididas em zonas temáticas denominadas "lands". Às vezes, o parque de diversões inteiro baseia-se em um único tema, como os diversos parques SeaWorld, que focam na vida marinha.
Uma das consequências do desenvolvimento da indústria do entretenimento foi a criação de novos tipos de emprego. Enquanto trabalhos como escritor, músico e compositor sempre existiram, atualmente essas funções são, muitas vezes, desempenhadas dentro de uma empresa, em vez de dependerem do patrocínio individual como no passado. Novas funções surgiram, como gaffer ou supervisor de efeito especial na indústria cinematográfica, além de operadores e atendentes em parques de diversões.
Prêmios de prestígio são concedidos pela indústria para reconhecer a excelência em diferentes áreas do entretenimento. Existem premiações para música, jogos (incluindo videogames), histórias em quadrinhos, teatro, televisão, cinema, dança e artes mágicas. Prêmios esportivos são atribuídos com base no desempenho e habilidade, em vez do valor de entretenimento gerado.